# Amtsgericht Tangermünde

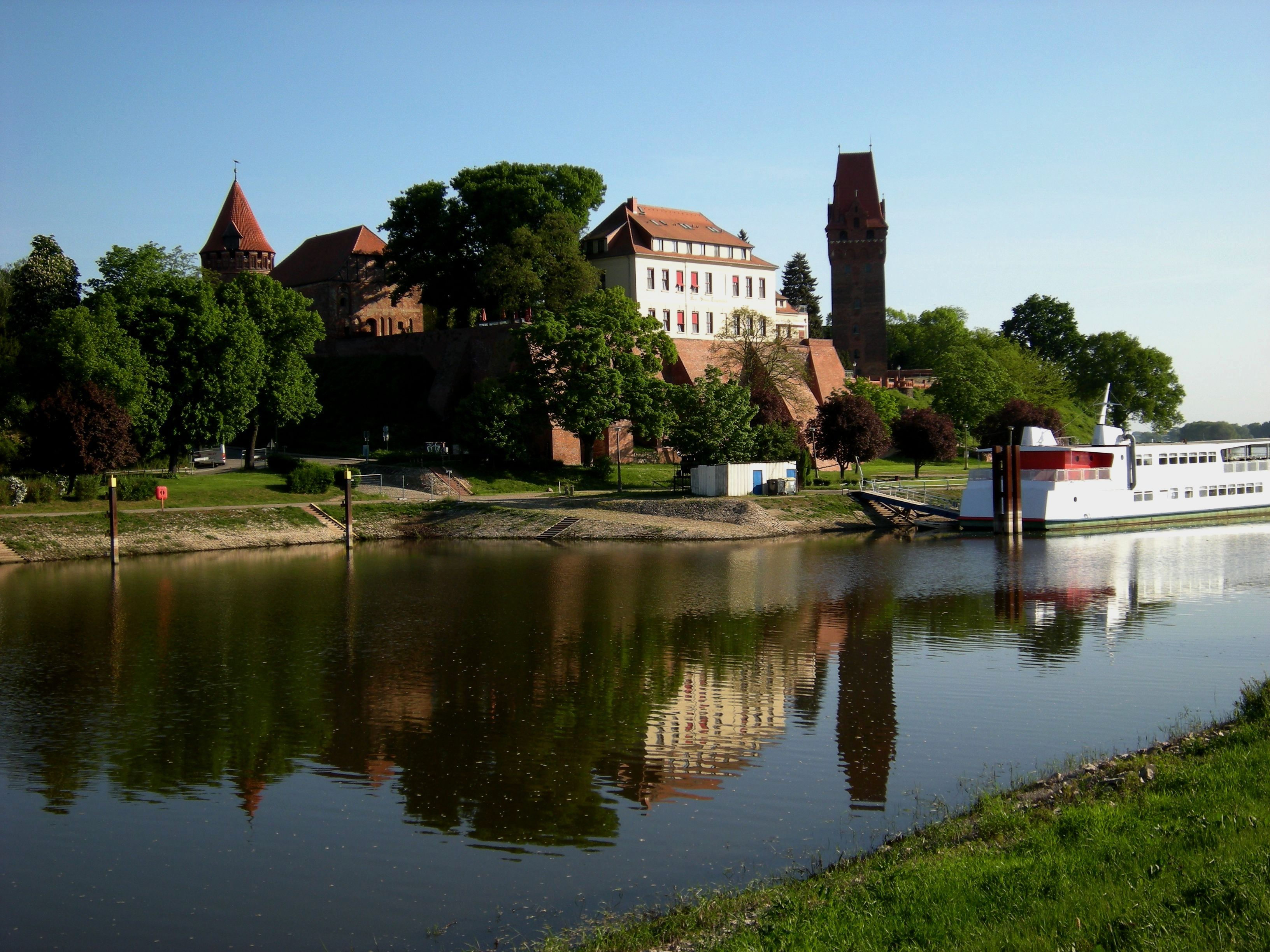
Ehem. Gerichtsgebäude (2008)

Das Amtsgericht Tangermünde war ein Gericht der ordentlichen Gerichtsbarkeit in Tangermünde.

## Gerichtsgebäude
Das Amtsgericht hatte seinen Sitz im Amtshaus der Burg Tangermünde. Diese steht unter Denkmalschutz.

## Geschichte
Von 1849 bis 1879 bestand in Tangermünde die Gerichtskommission Tangermünde des Kreisgerichtes Stendal im Sprengel des Appellationsgerichtes Magdeburg. Im Rahmen der Reichsjustizgesetze wurden 1879 reichsweit einheitlich Oberlandes-, Land- und Amtsgerichte gebildet. Das königlich preußische Amtsgericht Tangermünde wurde mit Wirkung zum 1. Oktober 1879 als eines von 15 Amtsgerichten im Bezirk des Landgerichtes Stendal im Bezirk des Oberlandesgerichtes Naumburg gebildet. Der Sitz des Gerichtes war die Stadt Tangermünde. Sein Gerichtsbezirk umfasste aus dem Landkreis Stendal den Stadtbezirk Tangermünde, die Amtsbezirke Buch, Grieben und Weißewarthe, aus dem Amtsbezirk Demker die Gemeindebezirke Elversdorf und Grobleben, aus dem Amtsbezirk Hämerten den Gemeindebezirk Carlbau sowie aus dem Amtsbezirk Miltern die Gemeindebezirke Miltern, Ostheeren und Westheeren. Am Gericht bestand 1880 eine Richterstelle. Das Amtsgericht war damit ein kleines Amtsgericht im Landgerichtsbezirk. Es war auch Elbzollgericht.
Das Gericht wurde am Ende des Zweiten Weltkriegs aufgehoben. In der Sowjetischen Besatzungszone (und auch ziemlich sicher noch in der Anfangszeit der DDR) wurde das Burggelände als Internierungslager genutzt.